# FV Daxlanden 1912
FV Daxlanden 1912 is een Duitse voetbalclub uit Karlsruhe.

## Geschiedenis
De club ontstond in 1912 als een fusie tussen FC Germania en FC Alemannia Daxlanden. In 1933 maakte de club voor het eerst kans op promotie bij de invoering van de Gauliga Baden, maar moest deze uiteindelijk aan Phönix Karlsruhe laten. Bijna tien jaar later, in 1942, slaagde de club er wel in te promoveren. De club eindigde twee seizoenen in de lagere middenmoot. In 1950 promoveerde de club naar de 1. Amateurliga en eindigde in het eerste seizoen vierde, achter onder andere stadsrivalen en voormalige landskampioenen Phönix Karlsruhe en Karlsruher FV. Het volgende seizoen werd de club derde en in 1953 zelfs kampioen. In de eindronde om promotie werd de club derde achter FC Hanau 93 en FC Wacker München. In 1954 nam de club deel aan het Duits amateurvoetbalkampioenschap en speelde in een groep met VfB Friedrichshafen, SC Baden-Baden en 1. FC Lichtenfels. Ook de volgende jaren eindigde de club nog hoog en speelde tot 1964 in de hoogste Amateurliga. In 1975 degradeerde de club ook uit de 2. Amateurliga. Bij herstructurering in 1978 ging de club in de Bezirksliga spelen tot 1992. Sindsdien is de club een liftploeg tussen Bezirksliga en Kreisliga.